# Babak Rafati
Babak Rafati (persky بابک رفعتی‎ Bábak Ráfatí; * 28. května 1970) je íránsko-německý fotbalový rozhodčí.
V listopadu 2006 měl za sebou více než 70 utkání v Bundeslize a 2. Bundeslize.